# Damm
Sociedad Anónima Damm (S.A. Damm) es una empresa cervecera española con sede en Barcelona. Su principal actividad de negocio está centrada en la producción de cerveza, aunque también fabrica otras bebidas como refrescos o agua mineral embotellada. También cuenta con inversiones en otros sectores comerciales a través de su filial 'Corporación Económica Damm'. El grupo de sociedades que conforma toda la actividad productiva está estructurada desde 2010 bajo el paraguas de la empresa 'Holding Cervecero Damm'.

## Historia

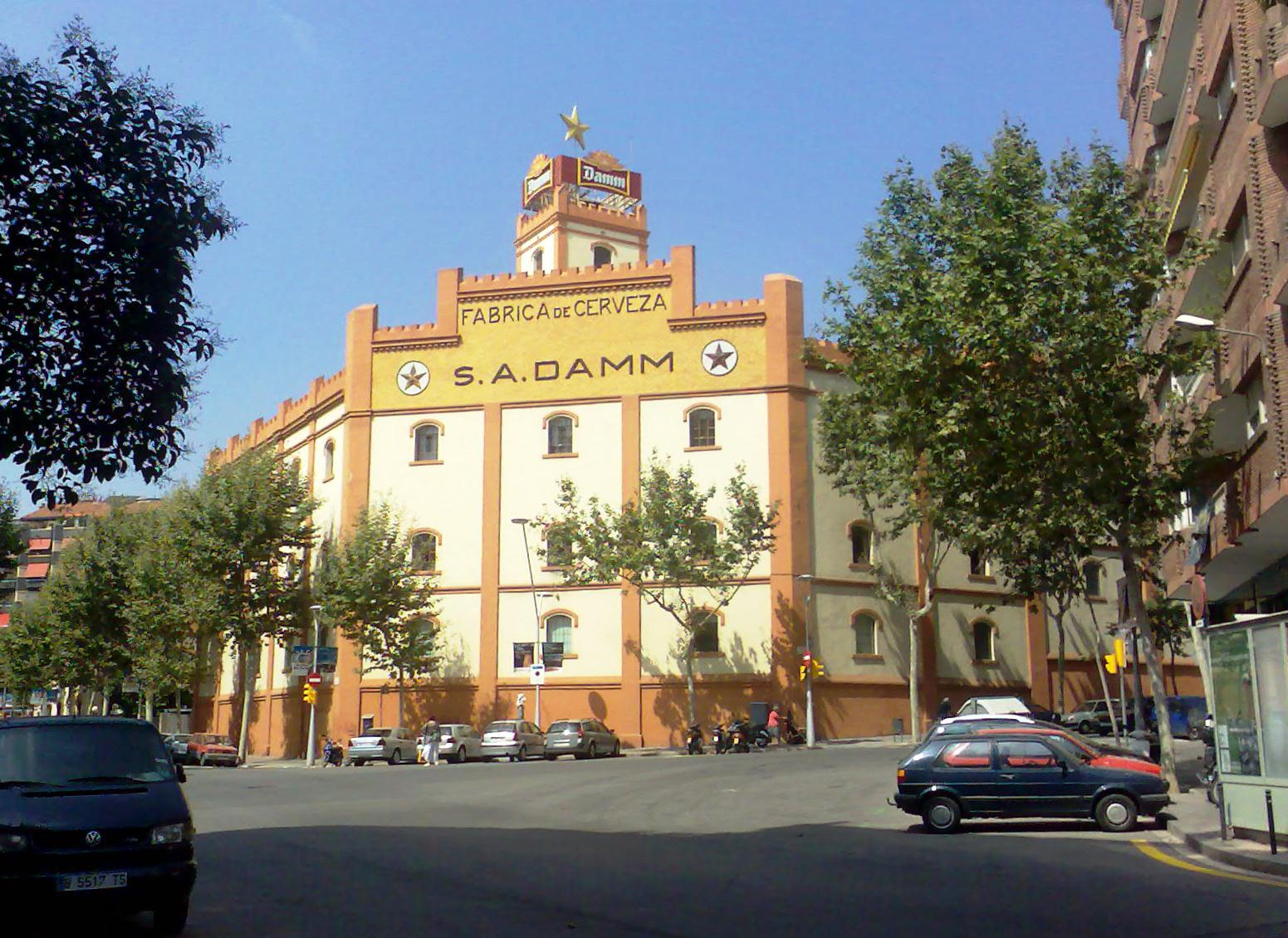
Fábrica de cerveza de Damm en Barcelona, vista desde el cruce entre las calles Rosellón y Dos de Mayo

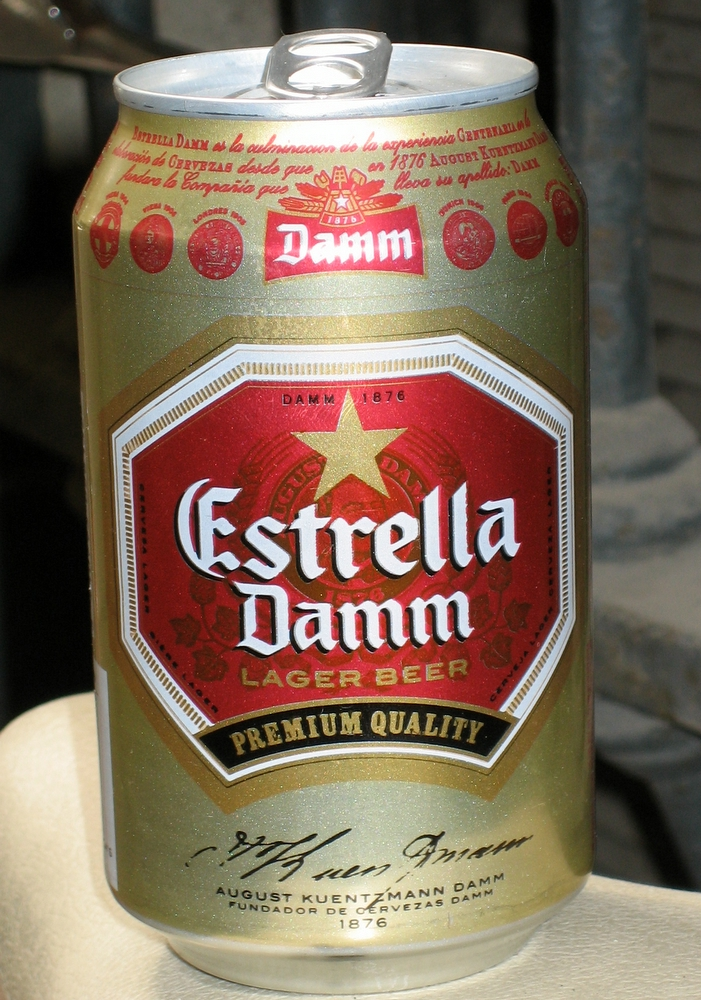
Lata de cerveza Estrella Damm.

Los franceses alsacianos August Kuentzmann Damm y su primo y maestro Joseph Damm se instalaron en la ciudad de Barcelona, tras ser exiliados luego de la guerra franco-prusiana, y en 1876 abrieron una fábrica de cerveza en el número 27 de la calle Viladomat. También fueron fundadores de la cervecería Gambrinus situada en la Rambla, en una época en que la cerveza era un producto exótico y de lujo.
En el año 1905 inauguraron la fábrica de cervezas La Bohemia en la calle Rosellón de Barcelona en el Distrito del Ensanche y en 1910 se constituyó la S.A. Damm y la fábrica pasa a ser la factoría principal de la cervecera hasta 1992, cuando pasará a ser la sede administrativa central. Durante los años 1921-1991 el nombre de la cerveza era Estrella Dorada, a partir de ese momento cambió por el nombre con el que es conocida actualmente Estrella Damm. Fue uno de los patrocinadores de los Juegos Olímpicos de Barcelona 1992 y desde ese mismo año patrocina y asegura los Castellers.

## Diversificación
Desde la década de 1990, Damm apostó por la diversificación. En 2001, un primer intento por controlar la marca de aguas minerales Solán de Cabras no fructificó. En ese momento, la empresa solo poseía el 65% del capital del manantial Aguas de San Martí de Veri, marca que apenas poseía el 1,5% de cuota del mercado español. En diciembre de 2001, Damm se hace con el 50% y la gestión de Fuente Liviana, en manos del grupo Forlasa y con unas ventas de 28 millones de euros, la cuarta empresa del sector de agua mineral en España, con una cuota de mercado del 4%.
En 2011, Damm compró parte de Cacaolat, una marca histórica de batidos de cacao, en colaboración con Cobega.
En 2014, la compañía anuncia una OPA de exclusión para salir de Bolsa. En 2015, el Grupo se hace por completo con las acciones de la franquicia de sándwich Rodilla, de origen madrileño, proceso comenzado en el año 2006. En abril, deja de cotizar en la bolsa de Barcelona y la familia Carceller pasa a controlar el 49% de la firma.

## Marcas

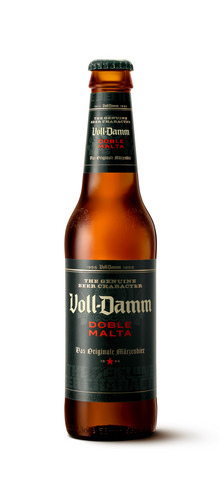
Botella de 33cl de Voll-Damm.

- Estrella Damm: Cerveza rubia - 5,4º. Galardonada con el Superior Taste Award 2011 y 2012[9] (máxima puntuación: 3 estrellas doradas) por el International Taste & Quality Institute
- Bock Damm: Cerveza negra - 5,4º - Cerveza negra al estilo Múnich de gusto tostado, suave y ligeramente dulce. Galardonada con el Superior Taste Award 2012[10] (2 estrellas doradas)
- Xibeca: Cerveza pilsen - Suave y de carácter refrescante, con 4,6º de alcohol en volumen.
- Voll-Damm Doble Malta: Cerveza Märzenbier - 7,2º - Cerveza Doble Malta. Galardonada con el Superior Taste Award 2009, 2011 y 2012[9] (3 estrellas doradas)
- Free Damm: Cerveza sin alcohol - 0,0º. Galardonada con el Superior Taste Award 2011[11] (2 estrellas doradas)
- Damm Lemon: Cerveza con limón - 3,2º
- Ak Damm: Cerveza rubia - 4,8º - Cerveza de pura malta. Elaborada siguiendo el método original de August Kuentzmann Damm. Galardonada con el Superior Taste Award 2009[9] (2 estrellas doradas)
- Damm Daura: Cerveza de bajo nivel de gluten, apta para celíacos. Galardonada con el Superior Taste Award 2011 y 2012[9] (2 estrellas doradas)
- Free Damm Lemon: Cerveza sin alcohol con limón- 0,0º
- Free Damm Tostada: Cerveza tostada sin alcohol- 0,0º[12]
- Saaz: Cerveza suave de lúpulo aromático de una pequeña región de la República Checa nombrada Saaz - 3,5º
- Inedit: creada por Ferran Adriá y el equipo de El Bulli. Galardonada con el Superior Taste Award 2009, 2011 y 2012[9] (2 estrellas doradas)
- Weiss Damm: Cerveza de trigo - 4,8º
- Cerveza de Navidad. Edición Limitada - 6,5º
- Daura Marzen: Doble malta, sin gluten, con más fuerza, cuerpo y sabor y la misma garantía de calidad que Daura. - 7,2º
- Estrella del Sur: Cerveza pilsen originaria de Sevilla (1959)- 4,6º
- Estrella del Sur sin alcohol.
- Estrella de Levante: Originaria de Murcia. Variedades pilsen (4,8º), Verna (Clara con limones de la huerta murciana) y Sin Alcohol.
- Victoria: Originaria de Málaga. "Malagueña y exquisita" - 5,4º
- Keler: Cerveza basada en la receta de Juan y Teodoro Kutz - 6,5º. Galardonada con el Superior Taste Award 2012[10] (2 estrellas doradas)
- Malquerida Damm: Cerveza roja fresca de inspiración mexicana.[13]
- Turia Marzen: Originaria de Valencia.
- Cerveza Calatrava: Originaria de Ciudad Real, La Mancha.
- Cerveza Oro: Originaria de Bilbao.
- Cerveza Victoria: Originaria de Málaga.
- Cerveza Rosa Blanca: Originaria de Mallorca (Fabricada en Barcelona)

### Produce, bajo licencia
- Skol: Cerveza pilsen de sabor tradicional - 4,5º
- Radeberger: Estilo pilsen alemán - 4,8% vol.

### Otros Productos
- Agua Veri: Agua embotellada.
- Cacaolat (desde 2011): Batidos de chocolate y bollería industrial.
- Leche AGAMA y Laccao (desde 2017): Productos lácteos y batidos de cacao.
- Fuente Liviana: Agua embotellada.
- Letona: Leche desde 1925.
- Rodilla: franquicia de sándwich de origen madrileño.
- Cafés Garriga 1850 (desde 2012): Fábrica de Café.
- Nestea (desde 2025): refresco de té. En asociación con Nestlé.

## Accionariado
| Accionista                    | Participación |
| ----------------------------- | ------------- |
| Disa Corporación Petrolífera  | 27,190%       |
| Dr. Oetker                    | 25,014%       |
| Seegrund B.V.                 | 13,951%       |
| La Moravia D'Inversions, S.A. | 6,056%        |
| Boag Valores, S.L.            | 5,126%        |

## Participaciones
| Sociedad      | Participación |
| ------------- | ------------- |
| Ebro Foods    | 9,651%        |
| Pescanova     | 5,728%        |
| Grupo Rodilla | 100%          |
| Cacaolat      | 100%          |